# Salentinella major
Salentinella major is een vlokreeftensoort uit de familie van de Salentinellidae. De wetenschappelijke naam van de soort is voor het eerst geldig gepubliceerd in 1965 door Barbe.